# Anabarhynchus
Anabarhynchus är ett släkte av tvåvingar. Anabarhynchus ingår i familjen stilettflugor.

## Dottertaxa tillAnabarhynchus, i alfabetisk ordning[1]
- Anabarhynchus abdominalis
- Anabarhynchus acuminatus
- Anabarhynchus adornatus
- Anabarhynchus albellus
- Anabarhynchus albipennis
- Anabarhynchus albosetosus
- Anabarhynchus alpinus
- Anabarhynchus annulatus
- Anabarhynchus apertus
- Anabarhynchus apicalis
- Anabarhynchus arenarius
- Anabarhynchus argenteus
- Anabarhynchus aridum
- Anabarhynchus atratus
- Anabarhynchus atrifemoratus
- Anabarhynchus atripes
- Anabarhynchus aureosericeus
- Anabarhynchus barrington
- Anabarhynchus bicuspidatus
- Anabarhynchus bigoti
- Anabarhynchus boharti
- Anabarhynchus bohemani
- Anabarhynchus boomerang
- Anabarhynchus brevicornis
- Anabarhynchus brunninveris
- Anabarhynchus busseltonensis
- Anabarhynchus caesius
- Anabarhynchus calceatus
- Anabarhynchus camiro
- Anabarhynchus carduus
- Anabarhynchus castaneus
- Anabarhynchus cinereus
- Anabarhynchus collessi
- Anabarhynchus completus
- Anabarhynchus cupreus
- Anabarhynchus curvistylus
- Anabarhynchus danielsi
- Anabarhynchus decipiens
- Anabarhynchus dentiphallus
- Anabarhynchus dimidiatus
- Anabarhynchus disciphallus
- Anabarhynchus diversicolor
- Anabarhynchus dugdalei
- Anabarhynchus dysmachiiformis
- Anabarhynchus embersoni
- Anabarhynchus exiguus
- Anabarhynchus farinosus
- Anabarhynchus fasciatus
- Anabarhynchus femoralis
- Anabarhynchus fenwicki
- Anabarhynchus ferrugineus
- Anabarhynchus flaviventris
- Anabarhynchus flavus
- Anabarhynchus fluviatilis
- Anabarhynchus fulvipes
- Anabarhynchus furcatus
- Anabarhynchus fuscoapicatus
- Anabarhynchus fuscofemoratus
- Anabarhynchus gascoyne
- Anabarhynchus gibbsi
- Anabarhynchus glorious
- Anabarhynchus granitensis
- Anabarhynchus grossus
- Anabarhynchus harrisi
- Anabarhynchus hayakawai
- Anabarhynchus helvenacus
- Anabarhynchus herpenthus
- Anabarhynchus hudsoni
- Anabarhynchus huttoni
- Anabarhynchus indistinctus
- Anabarhynchus irwini
- Anabarhynchus kampmeierae
- Anabarhynchus kangaroo
- Anabarhynchus kosciuskoenis
- Anabarhynchus kroeberi
- Anabarhynchus lacustris
- Anabarhynchus lanatus
- Anabarhynchus laterepilosus
- Anabarhynchus latifrons
- Anabarhynchus latus
- Anabarhynchus limbatinervis
- Anabarhynchus loneae
- Anabarhynchus longepilosus
- Anabarhynchus longipennis
- Anabarhynchus luctuosus
- Anabarhynchus luridus
- Anabarhynchus macfarlanei
- Anabarhynchus major
- Anabarhynchus maori
- Anabarhynchus mcalpinei
- Anabarhynchus megalopyge
- Anabarhynchus megaphallus
- Anabarhynchus micans
- Anabarhynchus microphallus
- Anabarhynchus milo
- Anabarhynchus modestus
- Anabarhynchus moffat
- Anabarhynchus monstruosus
- Anabarhynchus montanus
- Anabarhynchus monteithi
- Anabarhynchus monticola
- Anabarhynchus multispinosus
- Anabarhynchus nebulosus
- Anabarhynchus neglectus
- Anabarhynchus nigrofemoratus
- Anabarhynchus niveus
- Anabarhynchus noosa
- Anabarhynchus oblongicornus
- Anabarhynchus occidentalis
- Anabarhynchus ocypteraeformis
- Anabarhynchus olivaceus
- Anabarhynchus ornatifrons
- Anabarhynchus ostentatus
- Anabarhynchus pallidum
- Anabarhynchus paramonovi
- Anabarhynchus passus
- Anabarhynchus planifrons
- Anabarhynchus plumbeoides
- Anabarhynchus plumbeus
- Anabarhynchus poona
- Anabarhynchus postocularis
- Anabarhynchus projectus
- Anabarhynchus queenslandensis
- Anabarhynchus robustus
- Anabarhynchus rossi
- Anabarhynchus ruficornis
- Anabarhynchus ruficoxa
- Anabarhynchus rufiventris
- Anabarhynchus rufobasalis
- Anabarhynchus rufolateralis
- Anabarhynchus schlingeri
- Anabarhynchus semioccultus
- Anabarhynchus setulosus
- Anabarhynchus similis
- Anabarhynchus simplex
- Anabarhynchus spiniger
- Anabarhynchus spinosus
- Anabarhynchus spitzeri
- Anabarhynchus striatifrons
- Anabarhynchus striatus
- Anabarhynchus stylatus
- Anabarhynchus tasmanicus
- Anabarhynchus tauricus
- Anabarhynchus teddington
- Anabarhynchus tener
- Anabarhynchus terrenus
- Anabarhynchus thoracicus
- Anabarhynchus triangularis
- Anabarhynchus tricoloratus
- Anabarhynchus tristis
- Anabarhynchus turnham
- Anabarhynchus umbratilis
- Anabarhynchus waitarerensis
- Anabarhynchus wau
- Anabarhynchus webbi
- Anabarhynchus westlandensis
- Anabarhynchus whitei
- Anabarhynchus wisei
- Anabarhynchus yarraman
- Anabarhynchus yeatesi
- Anabarhynchus yeppoon
- Anabarhynchus yuraygirensis